# Plateau Rosa

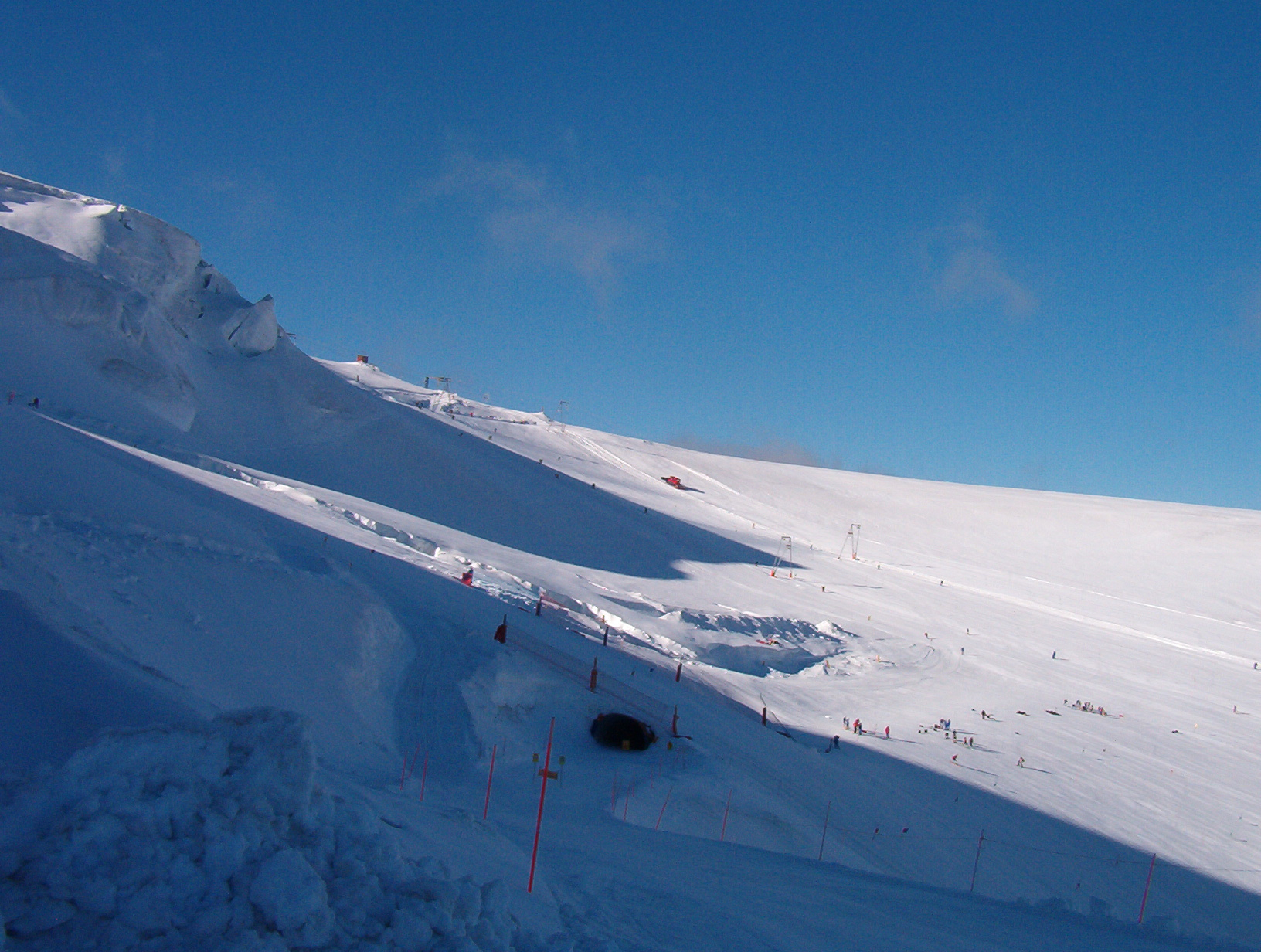
Plateau Rosa

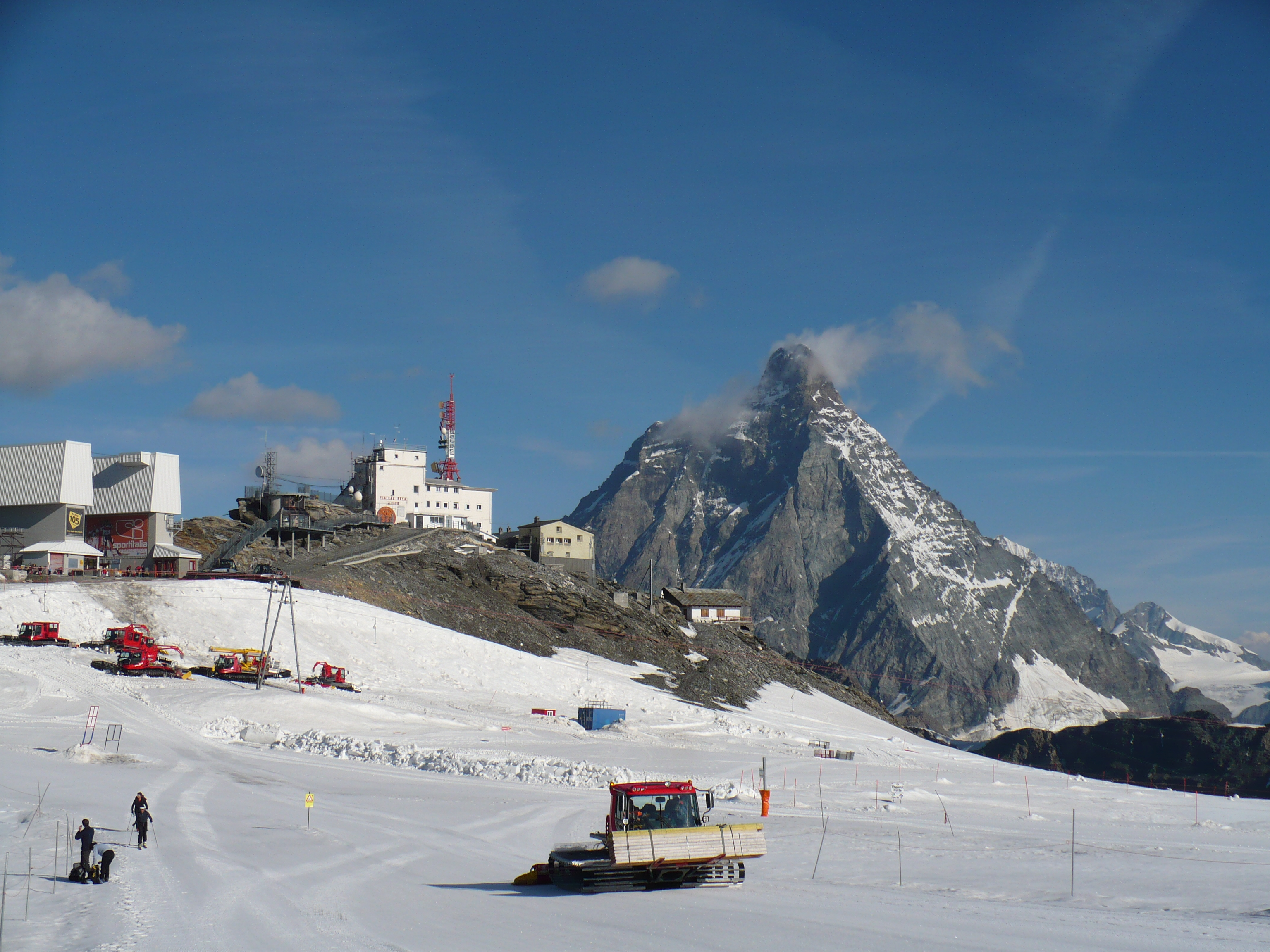
Testa Grigia mit Bergstation der Luftseilbahn und meteorologischer Station, rechts das Matterhorn

Das Plateau Rosa ist ein Gletscherfeld an der schweizerisch-italienischen Grenze bei Zermatt. Es liegt auf 3480 m und ist Teil des Theodulgletschers, welcher einen Teil des Skigebietes von Zermatt darstellt. Das Plateau Rosa ist von Breuil-Cervinia, das in Italien liegt, mit einer Seilbahn über die Station Testa Grigia oberhalb des Theodulpasses erreichbar. Von Zermatt erreicht man das Plateau Rosa via Trockener Steg entweder mit der Luftseilbahn Klein Matterhorn oder mit dem Schlepplift Gandegg.